# Samuel Ruiz García
Samuel Ruiz García (ur. 2 kwietnia 1949 w Guanajuato, zm. 24 stycznia 2011 w Meksyku) – meksykański biskup rzymskokatolicki, działacz na rzecz praw człowieka, znany ze swojego zaangażowania w obronę praw ludności rdzennej w stanie Chiapas. Promotor teologii wyzwolenia. Przez cztery dekady był ordynariuszem diecezji San Cristóbal de Las Casas, gdzie zyskał przydomek Tatic (ojciec), nadany mu w języku Majów. 

## Życiorys
Urodził się w rodzinie metyskiej w stanie Guanajuato. Po ukończeniu studiów teologicznych na Papieskim Uniwersytecie Gregoriańskim w Rzymie, uzyskał doktorat z teologii i nauk biblijnych. Święcenia kapłańskie przyjął 2 kwietnia 1949 również w Rzymie.
W 1960 został mianowany biskupem diecezji San Cristóbal de Las Casas, położonej na obszarze zamieszkanym w większości przez ludność rdzenną. Kontynuując dziedzictwo dominikanina Bartolomé de Las Casas z XVI wieku, Ruiz aktywnie występował w obronie wykluczonych i wykorzystywanych Indian, którzy stanowili ponad 80% ludności jego diecezji.

### Działalność społeczna i kościelna
Biskup Ruiz García stał się symbolem walki o sprawiedliwość społeczną i prawa człowieka. Otwarcie potępiał wyzysk ludności rdzennej, publicznie krytykował neoliberalną politykę meksykańskiego rządu oraz fałszerstwa wyborcze. W wyniku swojej działalności był wielokrotnie atakowany przez właścicieli ziemskich, polityków i niektóre kręgi w Kościele katolickim. Zarzucano mu m.in. wspieranie teologii wyzwolenia i poglądy zbliżone do marksizmu. W 1993 nuncjusz apostolski Girolamo Prigione wezwał go do rezygnacji ze stanowiska, jednak dzięki poparciu wiernych i duchowieństwa pozostał na urzędzie aż do przejścia na emeryturę w 2000.
W czasie powstania Zapatystowskiej Armii Wyzwolenia Narodowego (EZLN) w 1994, Ruiz potępił przemoc, ale wyraził zrozumienie dla desperacji ludności rdzennej. Podjął się mediacji między rządem a rebeliantami, przyczyniając się do podpisania porozumienia pokojowego w 1995.
Za swoją działalność wielokrotnie grożono mu śmiercią. W 1997 doszło do nieudanego zamachu, za który odpowiedzialnością obarczono paramilitarną grupę Paz y Justicia. Również po jego przejściu na emeryturę obawiano się o jego bezpieczeństwo, jako że przestał wtedy podlegać ochronie rządu federalnego.
Uczestniczył w obradach Soboru Watykańskiego II oraz w konferencji biskupów Ameryki Łacińskiej w Medellín w 1968, gdzie jego poglądy na temat teologii kontekstualnej i sprawiedliwości społecznej zyskały rozgłos międzynarodowy.
Był autorem licznych prac dotyczących sytuacji ludów rdzennych oraz zagadnień związanych z kosmologią i teologią indiańską. Opanował cztery języki Majów i często przemierzał swoją diecezję na mule, co stało się symbolem jego prostoty i zaangażowania.

## Śmierć
Zmarł 24 stycznia 2011 w Meksyku, w wieku 86 lat, po długiej chorobie spowodowanej nadciśnieniem i cukrzycą. Jego śmierć odbiła się szerokim echem w Meksyku i za granicą. Prezydent Meksyku Felipe Calderón nazwał go „budowniczym bardziej sprawiedliwego i godnego Meksyku". Kondolencje wyraziła również m.in. sekretarz stanu USA Hillary Clinton.
Uroczystości pogrzebowe odbyły się w katedrze w San Cristóbal de Las Casas oraz w stolicy kraju, a uczestniczyli w nich duchowni, politycy, dziennikarze i tysiące wiernych, w tym rolnicy niosący maczety z wyrytym imieniem biskupa.

## Nagrody i wyróżnienia
Za swoją działalność otrzymał wiele nagród, m.in.:
- Nagroda Martina Ennalsa (1997)[2],
- Nagroda UNESCO im. Simóna Bolívara (2000)[3],
- Pokojowa Nagroda Niwano (2002)[5],

Był również trzykrotnie (1994, 1995,1996) nominowany do Pokojowej Nagrody Nobla.